# Análisis (revista)
Análisis fue una revista política chilena publicada entre diciembre de 1977 y abril de 1993. Se destacó por ser uno de los escasos medios de comunicación opositores a la dictadura militar de Augusto Pinochet, junto con revistas como Apsi o el diario Fortín Mapocho.

## Historia
Bajo el patrocinio de la Academia de Humanismo Cristiano (AHC), fundada por el cardenal Raúl Silva Henríquez, nació en diciembre de 1977 Academia, boletín informativo de la institución, el que en su segundo número ya adquirió el nombre definitivo de Análisis bajo la dirección del periodista Juan Pablo Cárdenas Squella y el editor Roberto Celedón Fernández. Pese a haber traspasado la difícil barrera de conseguir el permiso para la creación de un nuevo medio, la publicación mensual debe lidiar con la negativa de las grandes imprentas y organizar una red de pequeños centros para su producción. El apoyo financiero para su puesta en marcha y su funcionamiento provino de embajadas, gobiernos europeos y la Fundación Ford.
En 1980, año clave para el régimen, se forma la Sociedad Periodística Emisión Ltda., la cual se hizo cargo de la revista. La llegada al Arzobispado de Santiago del cardenal Juan Francisco Fresno en mayo de 1983 significó el fin del patrocinio de la AHC y por lo tanto del cierto nivel de "inmunidad" que esta le otorgaba. Su posición a favor de la movilización social por sobre la negociación con el régimen alejó a la publicación de la nueva autoridad eclesiástica.
La crisis económica desencadenada en 1982 lleva a que Análisis privilegie la información económica, obviada por los noticiarios televisivos, entregando índices de desempleo y detalles sobre la quiebra de empresas. En su máximo tiraje llegó a sostenerse en un alto porcentaje por el canje de publicidad y por ventas, caso muy extraño para la época.
Análisis fue la primera revista que publicó cartas de personas en el exilio, el darle cabida a personeros de la Unidad Popular significó que sus directivos fueran enjuiciados por la Ley de Seguridad del Estado. Durante los últimos años de dictadura varios periodistas fueron encausados por ofensas a la autoridad, entre ellos, Fernando Paulsen, Iván Badilla, Juan Pablo Cárdenas, Mónica González y Patricia Collyer.
Los estados de sitio impuestos a mediados de los '80 significaron cierres para la publicación durante los cuales se editó el boletín Prensa Libre, que repartido personalmente a sus suscriptores alcanzó los 150 números. El atentado contra Pinochet en septiembre de 1986, se tradujo en el momento más duro que debió a afrontar el equipo de Análisis, el asesinato de José Carrasco Tapia, periodista y editor internacional de la publicación.
En los debates sobre la futura transición la línea editorial de Análisis se mostró reticente a la vía consensuada y a participar en el Plebiscito de 1988, una vez recuperada la democracia la lucha prosiguió por alcanzarla plenamente, pasando por periodos de tensas relaciones con el gobierno de Patricio Aylwin. Finalmente la caída constante de sus ventas, sumado a la falta de avisaje gubernamental para la revista, llevó a su cierre definitivo, el 1 de abril de 1993.